# 24 (cântec)
„24” este un cântec al interpretei moldovence Anna Lesko. Compoziția a fost inclusă pe primul maxi single al artistei, omonim înregistrării. Acesta include și cel mai mare șlagăr din cariera artistei, „Anicyka Maya”, fiind lansat simultan cu albumul video Anna Lesko Video Collection în februarie 2007. Cântecul s-a bucurat de succes, devenind cel de-al treilea single al solistei ce ocupă poziții de top 10 în Romanian Top 100.

## Informații generale
La scurt timp de la lansarea sa șlagărului „Anicyka Maya” — cel mai mare succes al artistei în România — piesă ce a ocupat locul secund timp de o lună de zile în Romanian Top 100, Lesko a început promovarea unui nou extras pe single, „24” la finele anului 2006 care a beneficiat și de un videoclip filmat în regia lui Bogdan Toader, cel care s-a ocupat și de scurtmetrajul pentru discul single promovat anterior. Compoziția a primit o nominalizare la gala premiilor MTV Romanian Music Awards 2006, la categoria „Cea mai bună piesă”, însă trofeul a fost ridicat de formația Morandi, pentru șlagărul „Beijo (Uh la la)”. Cântecul s-a bucurat de succes, devenind cel de-al treilea single al solistei ce ocupă poziții de top 10 în Romanian Top 100.
Lesko a ales să denumească primul maxi single din cariera sa „24” la sugestia compozitorului Laurențiu Duță, declarând că: „cinstit vorbind, ideea a fost a lui Laurențiu Duță. Nu stiu ce a gândit el când a propus titlul asta, dar l-am acceptat pe loc, pentru că lasă loc de interpretari”.
„24” a fost lansat și în format digital, urmându-și în acest sens predecesorii „Pentru tine”, „Nu mai am timp”, „Lasă-mă să cred” și „Anicyka Maya”.

## Clasamente
| Țară (clasament)           | Poziția maximă | Referință |
| -------------------------- | -------------- | --------- |
| România (Romanian Top 100) | 10             | [ 3 ]     |